# Барон Рич

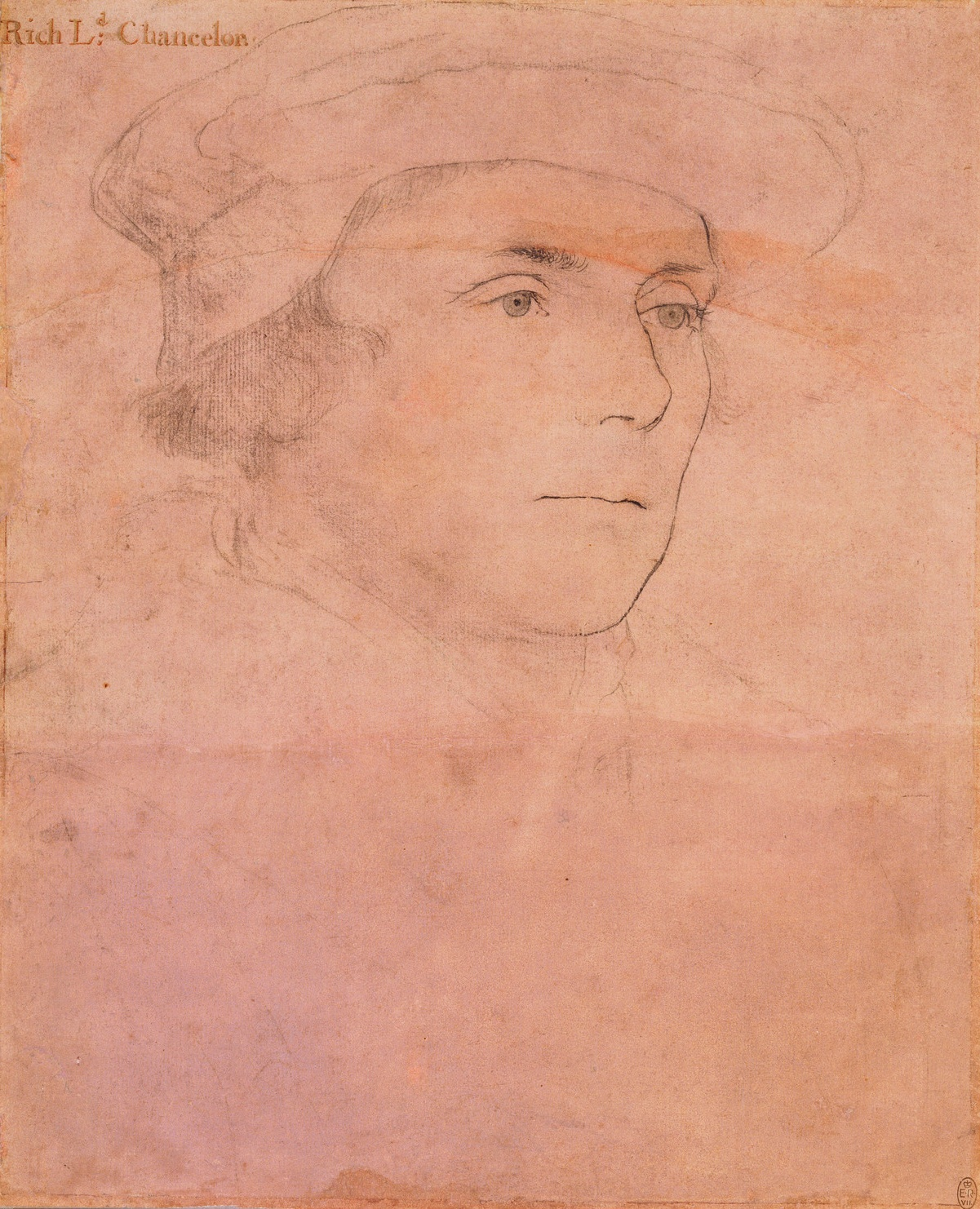
Сэр Ричард Рич, 1-й барон Рич (1496—1567)

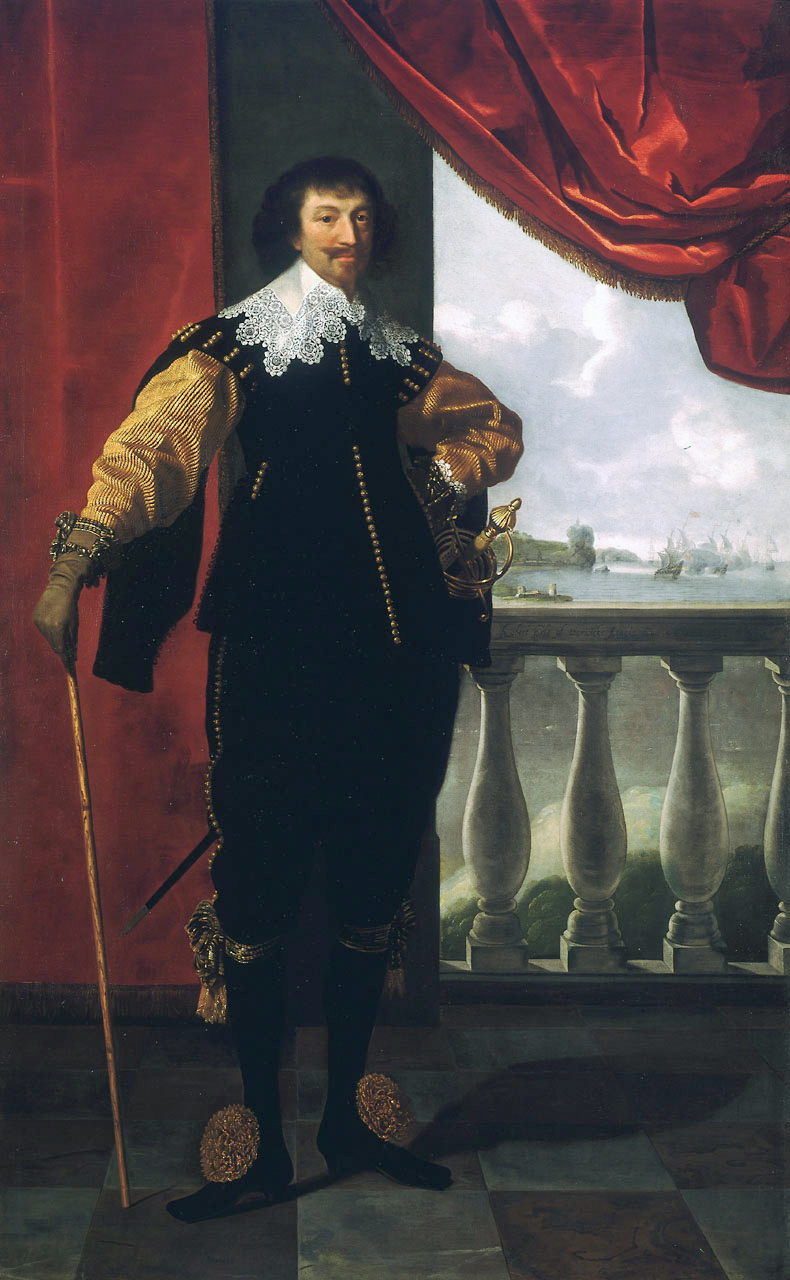
Роберт Рич, 2-й граф Уорик, 4-й барон Рич (1587—1658)

Барон Рич (англ. Baron Rich) — дворянский титул в системе пэрства Англии. Он был создан 26 февраля 1547 года для сэра Ричарда Рича (1496—1567), спикера Палаты общин (1536) и лорда-канцлера Англии (1547—1552).

## История
Баронский титул был создан в 1547 году для сэра Ричарда Рича. Он был видным адвокатом и политиком, который занимал посты генерального солиситора (1533—1536), спикера Палаты общин (1536) и лорда-канцлера Англии (1547—1552). Семья Рич происходила от Ричарда Рича (ум. 1463/1464), шерифа Лондона в 1441 году, прадеда и тезки 1-го барона Рича.
Ричарду Ричу наследовал в 1567 году его старший сын, Роберт Рич, 2-й барон Рич (1538—1581). Его сын Роберт Рич, 3-й барон Рич (1559—1619), в 1618 году получил титул графа Уорика в Пэрстве Англии. Генри Рич, сын Роберта Рича, получил титулы барона Кенсингтона в 1623 году и графа Холланда в 1624 году. Другой его сын, Ричард Рич, первый муж Кэтрин Найвет, поддержал Реформацию.
Последним бароном был Эдвард Рич, 10-й барон Рич (1695—1759), который также был 8-м графом Уориком и 5-м графом Холландом. После его смерти в 1759 году все эти титулы прервались.

## Бароны Рич (1547)
- 1547—1567: Ричард Рич, 1-й барон Рич (ок. 1496 — 12 июня 1567), сын Ричарда Рича и Джоан Дингли
- 1567—1581: Роберт Рич, 2-й барон Рич (ок. 1538 — 27 февраля 1581), старший сын предыдущего
- 1581—1619: Роберт Рич, 3-й барон Рич (декабрь 1559 — 24 марта 1619), сын предыдущего, граф Уорик с 1618 года
- 1619—1658: Роберт Рич, 4-й барон Рич, 2-й граф Уорик (5 июня 1587 — 19 апреля 1658), старший сын предыдущего
- 1658—1659: Роберт Рич, 5-й барон Рич, 3-й граф Уорик (28 июня 1611 — 29 мая 1659), старший сын предыдущего
- 1659—1673: Чарльз Рич, 6-й барон Рич, 4-й граф Уорик (1619 — 24 августа 1673), младший брат предыдущего
- 1673—1675: Роберт Рич, 7-й барон Рич, 5-й граф Уорик, 2-й граф Холланд (ок. 1620 — 16 апреля 1675), сын Генри Рича, 1-го барона Холланда (1590—1649)
  - Генри Рич, лорд Кенсингтон (20 августа 1642 — апрель 1659), старший сын предыдущего от первого брака
- 1675—1701: Эдвард Рич, 8-й барон Рич, 6-й граф Уорик, 3-й граф Холланд (1673 — 31 июля 1701), единственный сын Генри Рича, 1-го графа Холланда, от второго брака
- 1701—1721: Эдвард Генри Рич, 9-й барон Рич, 7-й граф Уорик, 4-й граф Холланд (январь 1697 — 16 августа 1721), единственный сын предыдущего
- 1721—1759: Эдвард Рич, 10-й барон Рич, 8-й граф Уорик, 5-й граф Холланд (1695 — 7 сентября 1759), сын Коупа Рича, внук Коупа Рича и правнук Генри Рича, 1-го графа Холланда.